# Saint-Antoine-de-Ficalba
 Saint-Antoine-de-Ficalba  es una población y comuna francesa, en la región de Aquitania, departamento de Lot y Garona, en el distrito de Villeneuve-sur-Lot y cantón de Villeneuve-sur-Lot-Sud.

## Demografía
| 364 | 400 | 411 | 527 | 534 | 557 |
| Para los censos de 1962 a 1999 la población legal corresponde a la población sin duplicidades (Fuente: INSEE [Consultar]) |     |     |     |     |     |